# Roman (Roménia)
Roman é uma cidade da Roménia, no judeţ (distrito) de Neamţ com 50.713 habitantes (Censos de 2011).

## População
| 1912  | 1930  | 1948  | 1956  | 1966  | 1977  | 1992  | 2002  | 2011  |
| 18128 | 28823 | 23701 | 27948 | 39012 | 51019 | 80328 | 69483 | 50713 |